# Lungemfysem
Lungemfysem, ofta kallat bara emfysem, innebär att alveolernas väggar förstörts av immunceller och nya, stora, defekta alveoler (lungblåsor) har bildats. Stora blåsor innebär minskad total yta för gasutbyte mellan lunga och blodet. Dessa blåsor saknar elasticitet, vilket gör att den sjuke långsamt förlorar förmågan att andas ut. Det leder till att höga nivåer av koldioxid ackumuleras i kroppen. Emfysem är ett tillstånd som ses vid kroniskt obstruktiv lungsjukdom (KOL).
Det finns olika former av lungemfysem som har olika utseende och utbredning, och uppkommer vid olika typer av grundsjukdomar. Vanligast är centrilobulärt emfysem. Detta emfysem förekommer ofta vid kronisk obstruktiv lungsjukdom (KOL) och bildar små luftblåsor centralt i de sekundär lobuli i lungparenkymet. Emfysem av detta slag dominerar ofta i ovanloberna. Mindre vanliga subgrupper av lungemfysem är paraseptalt emfysem och panlobulärt emfysem.
Personer med emfysem har ökad risk för att drabbas av pneumotorax. Det inträffar om en emfysemblåsa spricker och luft ansamlas i bröstkorgen utanför lungorna. Det är ett mycket smärtsamt tillstånd, och luften som trängt ut trycker ihop den intilliggande lungan och gör att det blir svårt att andas in.
Emfysem kan förekomma i hela lungan om ärftlig alfa-1-antitrypsinbrist föreligger. Annars är bara delar av lungan drabbade. Personer med alfa-1-antitrypsinbrist utvecklar emfysem även om de inte röker. En person med brist drabbas värre av rökning och utvecklar då emfysem mycket tidigare i livet. Vid långvarigt emfysem får den drabbade tunnformad bröstkorg. Röntgen och lungfunktionstester kan påvisa emfysem. Vid mer uttalade former av lungemfysem ses detta på slätröntgenundersökning. Lungorna framträder mörkare på röntgenbilden (pga destruktion och förlust av vävnaden mellan alveolerna), ökad lungvolym (hyperinflation) och tunnformad bröstkorg med avplanade diafragmavalv. Mindre uttalat emfysem kan påvisas med datortomografi av bröstkorgen. Här ses emfysemet som små luftblåsor mellan normal lungvävnad. Lungfunktionstest görs med så kallad spirometri som används för att bekräfta diagnosen och gradera lungfunktionsinskränkningen.  Den kan även skilja funktionsinskränkningen som emfysem orsakar från vissa andra orsaker till försämrad lungfunktion, dvs. den har även ett differentialdiagnostiskt värde.
Lungorna kan inte läka av sig själva. Rökstopp, kortison och lungtransplantation är tillgänglig behandling. För patienter med alfa-1-antitrypsinbrist föreligger en experimentell behandlingsmetod där patienten injiceras med alfa-1-antitrypsin från donerad mänsklig plasma. Denna behandling är godkänd i en del länder, såsom Kanada, USA och Tyskland, men ännu inte i Sverige eller de andra skandinaviska länderna.
Lungemfysem beskrevs 1819 av René Laënnec.